# 彼杵郡
彼杵郡（日语：／ Sonogi gun */?）是過去位于日本肥前國的一個郡，已於1878年被分割為長崎區（現在的長崎市）、東彼杵郡和西彼杵郡。
過去的範圍包括了現在的長崎縣中部地區。